# 가라호나이 국립공원

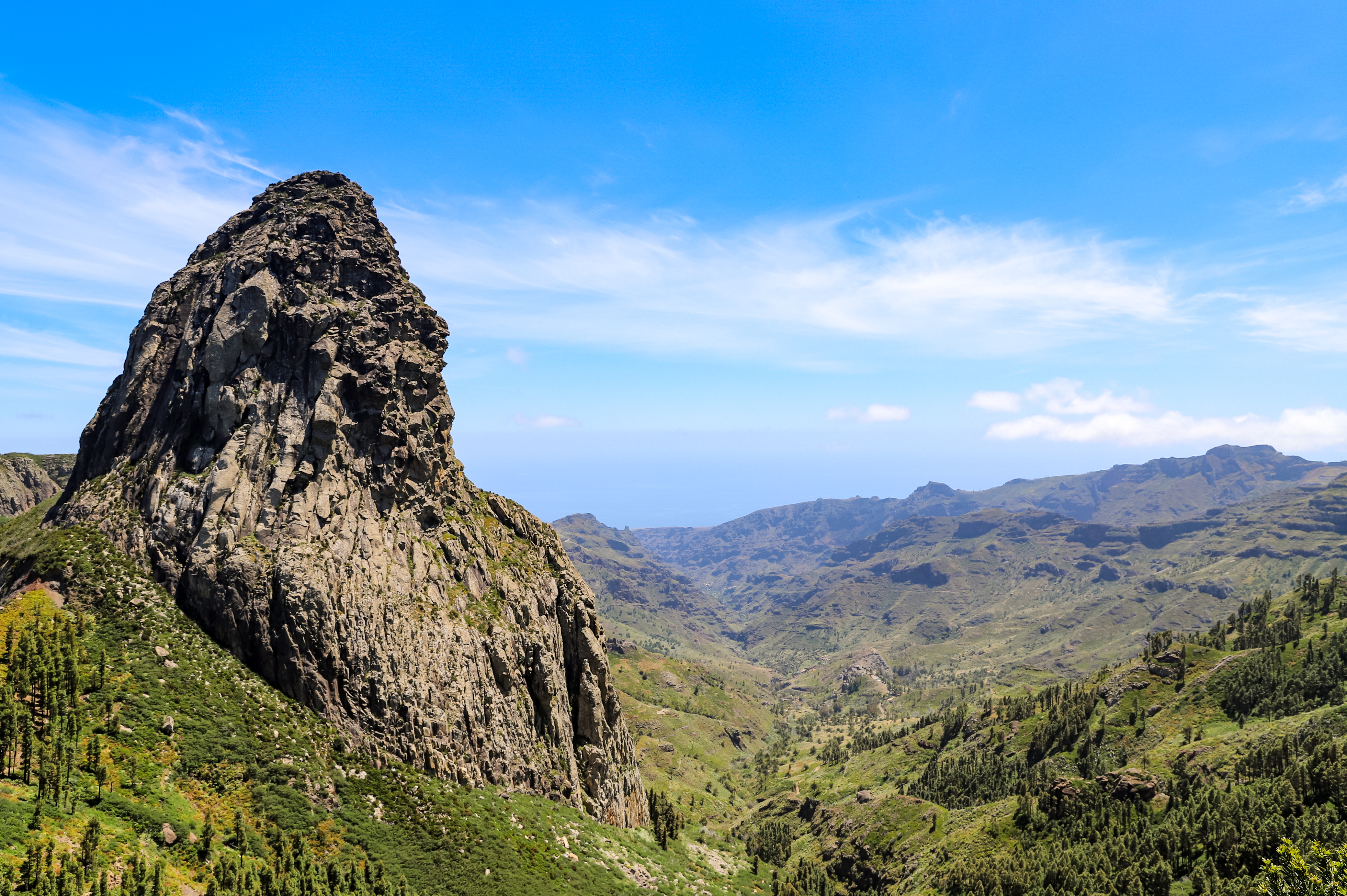

가라호나이 국립공원(스페인어: Parque nacional de Garajonay, [ˈpaɾke naθjoˈnal de ɣaɾaxoˈnaj])은 스페인 카나리아 제도의 라고메라섬의 중앙과 북쪽에 위치하고 있다. 1981년에 국립공원으로 지정되었고 1986년에 유네스코에 의해 세계유산으로 지정되었다. 면적은 40km2(15평방마일)이며 섬의 6개 자치단체에 걸쳐 있다.
매년 거의 450,000명의 관광객이 공원을 방문한다. 공원 경계 바로 바깥에는 관광객을 위한 숙박 시설이 있다.
공원 이름은 섬에서 가장 높은 지점인 1,487m(4,879피트)의 가라호나이 암석의 이름을 따서 명명되었다. 또한 해발 790~1,400m(2,590~4,590피트) 높이의 작은 고원도 포함되어 있다. 국립공원의 특징으로는 섬을 따라 발견되는 거대한 암석이 있다. 이것은 침식으로 인해 모양이 깎인 예전 화산이다. "포르탈레자"(스페인어로 요새)와 같은 일부는 원주민 섬 주민들에 의해 신성한 것으로 간주되었으며 공격을 받았을 때 이상적인 피난처로 간주되었다. 공원은 18개의 산책로로 이루어진 대규모 네트워크로 가로질러 있으며, 트레킹은 섬의 주요 관광 활동 중 하나이다.